# Nicole Tiedemann-Bischop
Nicole Tiedemann-Bischop (* 25. März 1971 in Freiburg/Elbe) ist eine deutsche Kulturwissenschaftlerin und Leiterin des Jenisch Hauses in Hamburg. 

## Werdegang
Nicole Tiedemann-Bischop besuchte das Gymnasium Warstade. Nach dem Abitur 1990 begann sie an der Universität Bremen ein Studium der Kultur- und Kunstwissenschaft sowie Sprach- und Literaturwissenschaft, das sie 1996 als Magistra Artium abschloss. Im Anschluss arbeitete sie unter anderem im Historischen Museum Verden, Kulturbahnhof Vegesack und Design Zentrum Bremen im Wilhelm-Wagenfeld-Haus.
Zwischen 2001 und 2003 wirkte sie als wissenschaftliche Assistentin am Altonaer Museum. 2005 promovierte sie bei Dieter Richter unter dem Titel Haar-Kunst. Zur Geschichte und Bedeutung eines menschlichen Schmuckstücks über ihren Forschungsschwerpunkt Haarbilder. Im April 2005 kehrte sie als Referentin für Gemälde und Grafik zum Altonaer Museum zurück. Darüber hinaus ist sie seit dem Jahr 2007 Leiterin des Jenisch Hauses, einem klassizistischen Landhaus mit Parkanlage, das als Außenstelle des Museums dient, und verantwortet als solche wechselnde Ausstellungen zu Themen der Kunst- und Kulturgeschichte.
Nicole Tiedemann-Bischop ist verheiratet und Mutter einer 2009 geborenen Tochter.

## Werke (Auswahl)
- Blankenese – ein Mythos, Husum 2002. (mit Frauke Tietze)
- Haar-Kunst. Zur Geschichte und Bedeutung eines menschlichen Schmuckstücks, Köln u. a. 2006. (Dissertation)
- Das Jenisch Haus. Zeugnis großbürgerlicher Wohnkultur, Hamburg 2018.
- Tanz des Lebens. Die Hamburgische Sezession 1919–1933, Dresden 2019. (Hrsg. mit Maike Bruhns und Anja Dauschek)